# Jean-François Chalgrin
Jean-François Chalgrin est un architecte français né à Paris en 1739 et mort dans la même ville le 21 janvier 1811. Architecte emblématique du style Louis XVI caractérisé par sa monumentalité austère, il représente la phase dite « grecque » ou « dorique » du néoclassicisme. Chalgrin se distingue par l'ampleur de ses conceptions plus que par la précision des détails.

## Biographie
Jean-François-Thérèse Chalgrin naquit sur la paroisse Saint-Sulpice à Paris, dans une famille modeste, et reçut d'abord les leçons de Servandoni. Il s'inscrivit à l'Académie royale d'architecture parmi les élèves de Louis-Adam Loriot avant d'entrer en 1755 dans l'atelier d'Étienne-Louis Boullée. 
Âgé de seulement dix-neuf ans, il remporta le grand prix d'architecture en 1758 avec pour sujet : « un pavillon sur le bord d'une rivière ». Cherpitel reçut le premier prix au titre de 1758 et Chalgrin participa au titre de l'année 1757, année où le prix n'avait pas été décerné, tandis que Gondouin et Jallier de Savault se partageaient le second prix.
Chalgrin séjourna au Palais Mancini à Rome de novembre 1759 à mai 1763, son zèle lui valant une prolongation de sa pension. « Il leva en plan et en élévation des édifices de l'Antiquité – trop nombreux au goût de Marigny – mais aussi de l'époque moderne (Viel). »
À son retour en France, il fut employé comme inspecteur des travaux de la Ville de Paris sous la direction de Moreau-Desproux, ce qui lui permit de parfaire sa formation technique. Il aurait travaillé sur le piédestal de la statue équestre de Louis XV, commencée par Edmé Bouchardon et achevée par Jean-Baptiste Pigalle, qui fut inaugurée le 20 juin 1763 au centre de la nouvelle place Louis-XV (actuelle place de la Concorde). Il se lia à cette occasion avec Soufflot, qui construisait, derrière la façade dessinée par Gabriel, l'hôtel du Garde-Meuble, qui borde la place sur le côté nord, à l'est de la rue Royale. C'est probablement aussi à ce moment-là qu'il fut remarqué par le comte de Saint-Florentin, secrétaire d'État à la Maison du Roi.
Celui-ci lui fit demander en 1767 les plans de la nouvelle église Saint-Philippe-du-Roule à construire rue du Faubourg-Saint-Honoré. Si le projet de Chalgrin fut approuvé dès 1768 par l'Académie, il ne fut réalisé qu'entre 1774 et 1784.
Dans le même temps, entre 1767 et 1769, Chalgrin construisit pour le comte de Saint-Florentin l'hôtel de Saint-Florentin, à l'angle nord-est de la place Louis-XV. Cette réalisation établit sa notoriété. Il fut reçu à l'Académie royale d'architecture dès 1770 dans la 2e classe et l'année suivante dans la 1re classe, et jouit de la protection du duc de Choiseul. La comtesse de Langeac, maîtresse en titre du comte de Saint-Florentin, lui commanda la construction d'une élégante folie sur les Champs-Élysées, connue sous le nom d'hôtel de Langeac, qui fut terminée en 1773.
En 1770, à l'occasion du mariage du Dauphin et de l'archiduchesse Marie-Antoinette, le comte de Mercy-Argenteau, ambassadeur d'Autriche, chargea Chalgrin de construire en matériaux provisoires une salle de bal dans les jardins de l'hôtel du Petit Luxembourg. Cette réalisation, très admirée, fit de lui un architecte à la mode.
Chalgrin eut, dès lors, une importante clientèle : « Poyet a écrit, non sans dépit, que Chalgrin était plus occupé que tous les architectes réunis. Sollicité de toutes parts, il est peu de programmes architecturaux qu'il n'ait abordés. » Pour le ministre Bertin, dans sa propriété de Chatou, il effectua « des travaux considérables ». Il travailla à Neuilly pour le financier Radix de Sainte-Foix, pour le comte d'Orsay, pour la duchesse de Mazarin, pour la duchesse de Chaulnes…

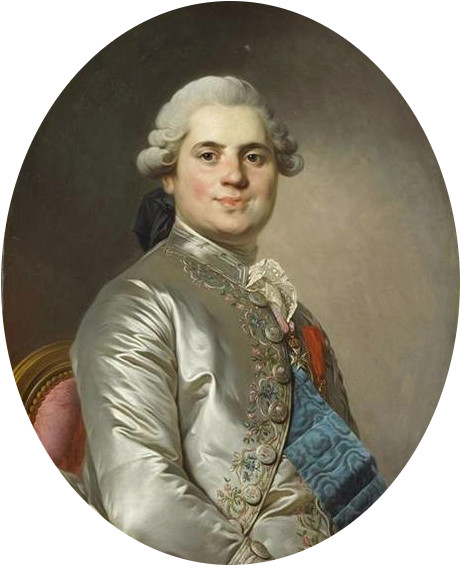
Le comte de Provence.

Chalgrin entra au service du comte de Provence (futur Louis XVIII) dès la formation de sa Maison en avril 1771, d'abord comme secrétaire du conseil des finances, de pair avec l'avocat Linguet, tout en sollicitant d'emblée une place dans l'administration des bâtiments du prince. Il n'obtint pas la place de contrôleur des bâtiments, qui échut à Gillet, mais il eut celle d'intendant des bâtiments – estimée à 10 000 livres et aux appointements de 1 800 livres par an – tandis que celle de premier architecte allait à Charles Lécuyer. Toutefois ce dernier se retira dès le 12 mars 1773 en raison de son « grand âge » en « suppli[ant] Monseigneur qu'il permette qu'il se démette de sa charge en faveur du S. Chalgrin qui la réunira à celle d'Intendant des Bâtiments dont il est revêtu. Le S. Chalgrin est un architecte distingué dont les talents sont avantageusement connus par des édifices publics ». Chalgrin travailla également pour le comte d'Artois, quoique la responsabilité officielle de ses bâtiments incombât à Bélanger, et eut un moment le titre de Premier architecte de l'archevêque-électeur de Cologne.

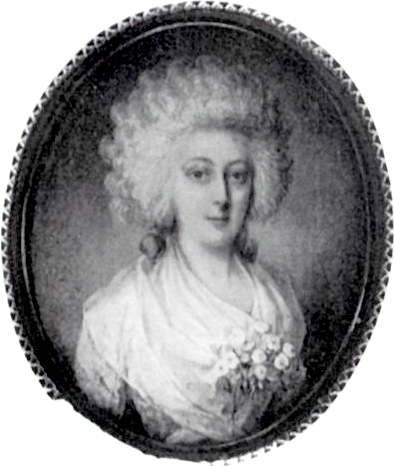
Marguerite Émilie Vernet, Mme Chalgrin.

En 1776, Chalgrin épousa Marguerite Émilie Vernet, fille du peintre Claude Joseph Vernet, ami intime de Soufflot. Ils eurent une fille, Louise-Josèphe Chalgrin (1777-1826). Il « était un homme de belle apparence, affable et conciliant dans les relations d'affaires. […] Selon Viel, dans la vie mondaine, Chalgrin représentait avec un certain faste, à l'égal de Ledoux et de Soufflot. Orgueilleux en apparence, ajoute Quatremère de Quincy, il était profondément modeste et bienveillant. Prodigue, il dépensait plus que ses gains et négligeait parfois les intérêts d'autrui : dans une lettre de sa dernière année, Voltaire lui reproche affectueusement d'avoir oublié une clause importante en négociant pour le Patriarche et sa nièce l'achat d'une maison rue du Mail. »
En 1777, il fut chargé de restaurer la façade de l'église Saint-Sulpice, dont le fronton avait été frappé par la foudre : il le remplaça par la balustrade actuelle, dessina le monumental buffet d'orgue et édifia en outre la tour Nord (1777-1780).
Le 24 octobre 1780, le libraire Hardy note dans son journal : « Ce jour on apprend que le sieur Chalgrin membre de l’académie Royale d’architecture, premier architecte et intendant des bâtiments de Monsieur demeurant rue Neuve des Petits Champs connu pour donner en toute chose dans le plus grand luxe venoit d’ouvrir une Banqueroute qu’on faisoit monter à trois cent mille Livres ; qu’il perdoit en conséquence la susdite place d’architecte de Monsieur qui venoit de lui donner pour successeur le sieur Louis ».
Pendant la Révolution, Chalgrin fut un instant détenu au Palais du Luxembourg, où il avait travaillé pour le comte de Provence et qu'il fut chargé, après le 9 thermidor, de réaménager pour y installer le Directoire. Il fut élu en 1799 à l'Académie des Beaux-Arts - 3e section (architecture), au fauteuil V, occupé précédemment par Charles De Wailly, et devint membre du conseil des Bâtiments civils.
Architecte des fêtes publiques sous le Consulat, il ordonna brillamment en 1802 les célébrations de la paix d'Amiens. En 1806, Napoléon Ier le chargea de construire un monument à la gloire de la Grande Armée. L'arc de triomphe de l'Étoile a, pour l'essentiel, été conçu par Chalgrin, mais celui-ci mourut peu après le début effectif de la construction. Le projet fut modifié par Louis-Robert Goust et Mercier et la réalisation ne fut achevée qu'en 1836 sous la monarchie de Juillet.

## Réalisations et principaux projets

### Projets non réalisés
- Projet pour le Prix de Rome (sujet : « Un pavillon sur le bord d'une rivière, à l'angle d'une terrasse, avec la faculté de donner à l'angle la forme que l'on jugera à propos […] Le pavillon sera couvert à l'italienne en terrasse et son toit sera caché […] On pourra observer des rampes pour descendre à la rivière et s'embarquer. »), 1758[14] : « Cette œuvre de Chalgrin est historiquement l'une des plus importantes parmi la longue suite des prix de Rome remportés de 1730 à 1968. La terrasse et les rampes d'accès dessinent des demi-cercles concentriques qui amplifient comme des ondes liquides la rotondité du grand salon. Une frise de grecques, discrète concession à la mode, règne le long des garde-corps. Les statues dressées sur la balustrade supérieure du pavillon, à l'aplomb de chaque colonne, sont un hommage à Palladio. Viel consacre deux pages admiratives à ce projet[1] qui n'a pas été gravé, mais dont il dut montrer une copie à ses auditeurs. Il souligne à quel point cette composition est étonnante à un moment où les artistes ne disposaient encore ni du Champ-de-Mars de Piranèse, ni des Ruines de la Grèce de Le Roy : "Palladio, Scamozzi, Serlio, de Lorme, Perrault restaient délaissés dans les grandes bibliothèques. Les élèves s'en procuraient difficilement la connaissance. Il fallait tirer de son fonds, avoir du génie." »[15]
- Projet pour la reconstruction de l'église Saint-Sauveur (démolie en 1787), Paris (2e arrondissement), rue Saint-Sauveur : Chalgrin fut en concurrence avec Poyet, dont le projet fut agréé, Lequeu et Lemoine le Romain pour la reconstruction de l'église Saint-Sauveur. « Sa maquette, signalée aux Tuileries en 1782 (Thiéry, Almanach du voyageur pour 1783, p. 408), puis au Louvre dans les salles de l'Académie d'architecture en 1792, fut recueillie par Monge et Durand dans le musée de l'École polytechnique, où elle a été portée disparue bien avant le transfert de l'école et de ses collections sur le plateau de Saclay. »[16]
- « Un document conservé aux archives de l'Assistance publique montre [que Chalgrin] fut consulté avec Ledoux sur la reconstruction de l'Hôtel-Dieu. »[4]
- « On peut encore citer de lui […] des projets pour Bordeaux qui ont été gravés (BHVP, F° 19 790). »[4]

### Réalisations

#### Projets privés

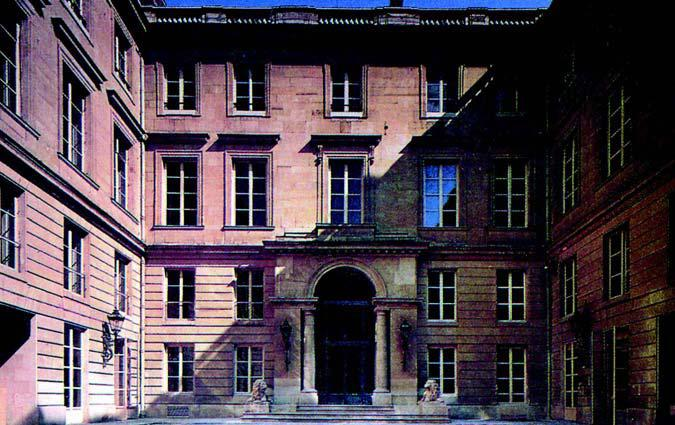
Hôtel de Saint-Florentin. Façades sur cour. 1767-1769.

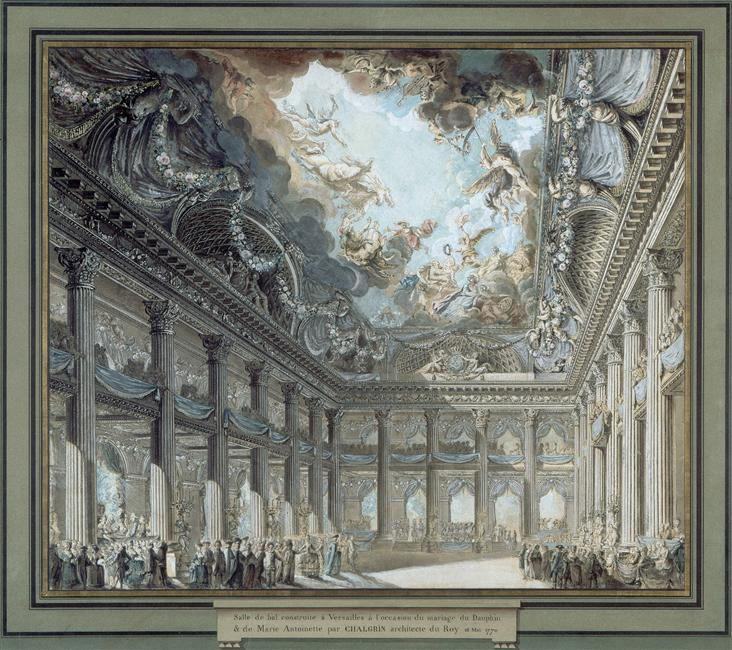
Salle de bal provisoire à l'occasion du mariage du Dauphin, 1770. Paris, musée du Louvre.

- Hôtel de Saint-Florentin (dit aussi de Talleyrand), Paris (1er arrondissement), angle de la place de la Concorde et de la rue Saint-Florentin, 1767-1769 : Hôtel particulier construit pour le comte de Saint-Florentin, en respectant le plan d'ordonnance fixé par Gabriel pour les abords de la place Louis-XV. « C'est à cette situation et à cette contrainte que l'édifice doit son caractère unique de palais particulier, à la fois français et italien. »[2] « Un bel album, conservé aux Estampes de la Bibliothèque nationale, contient des copies réduites des dessins originaux. Les dernières lignes de la page de titre y ont été tracées de travers par une main fébrile qui n'est pas celle de Chalgrin : il semble que le travail ait été achevé en hâte pour être offert à M. de Saint-Florentin lors de la réception inaugurale, où nous savons que le jeune Chalgrin arriva très en retard ; et cela suggéra au comte de lui offrir une montre en sus de ses honoraires mérités. De belles estampes de Pelletier, devenues rares, sont plus grandes et plus détaillées que ces dessins. »[17]
- Salle de bal provisoire de l'ambassadeur d'Autriche, Paris (6e arrondissement), jardins du Petit Luxembourg, 1770 (détruit) : À l'occasion du mariage du Dauphin et de l'archiduchesse Marie-Antoinette, Chalgrin construisit pour le comte de Mercy-Argenteau, ambassadeur d'Autriche, une sorte de basilique, similaire à celle que Victor Louis édifia, pour la même occasion, pour le compte de l'ambassadeur d'Espagne. « Extérieurement, la nudité du volume, encore inhabituelle, étonna le grand public ; mais, parmi les invités, le succès fut considérable. Dans son Journal, le duc de Croÿ signale le balcon qui régnait autour de la salle : "au tiers de la hauteur des colonnes, qui paraissaient pourtant presque isolées, il y avait un grand jubé garni de monde qui faisait bien et d'où le coup d'œil fut superbe. Nous y soupâmes quatre-vingt-dix personnes à une table de cent couverts."[18] De son côté, Mercy-Argenteau écrit : "le jour de mon bal, il est entré en tout six mille masques quoique je n'eusse fait distribuer que quatre mille cinq cents billets." Marie-Thérèse demanda des copies des dessins de Chalgrin ; une aquarelle est conservée au Louvre. Il existe aussi des estampes de F.-M.-A. Boizot. Blondel cite l'œuvre dans son Cours ; plus tard, à l'occasion du congrès de Vienne, Metternich en fit exécuter une réplique exacte (A.-Ch. Gruber). »[19]
- Hôtel de Langeac, Paris (8e arrondissement), angle de l'avenue des Champs-Élysées et de l'actuelle rue de Berri, 1773 (détruit) : Folie construite pour Marie-Madeleine de Cusacque, comtesse de Langeac, maîtresse en titre du comte de Saint-Florentin. L'édifice a été très étudié en raison du séjour qu'y effectua Thomas Jefferson[20]. Séparée des Champs-Élysées par un fossé de 19 toises (environ 38 mètres)[21], la maison avait deux étages et vingt-quatre pièces principales dont deux salons de forme circulaire, l'un formant rotonde au centre de la façade, avec un plafond décoré d'une allégorie du char d'Apollon par Jean-Simon Berthélemy. Elle comportait également un niveau de sous-sols et était dotée du confort moderne sous forme de water-closets[22].
- Hôtel de Luzy[23], Paris (6e arrondissement), no 6, rue Férou, v. 1770-1776[24] : Transformation d'un hôtel particulier construit au XVIIe siècle, acheté en 1767 par le receveur général des finances d'Auvergne Étienne-Nicolas Landry de Freneuse en vue d'y loger sa maîtresse, l'actrice Dorothée Dorinville dite « Mlle Luzy » (1747-1830), de la Comédie-Française, qui reçut l'usufruit de l'hôtel. Elle y renonça dès 1778 et quitta le théâtre en 1781[25]. L'hôtel eut ensuite plusieurs propriétaires au XIXe siècle. Laissée à l'abandon après la Seconde Guerre mondiale, « cette maison a été très joliment transformée par Pierre Barbe »[19]. La salle à manger (ancien salon de compagnie) et le salon ont conservé de belles boiseries datant de l'intervention de Chalgrin.
- Château de Neuilly, Neuilly-sur-Seine (Hauts-de-Seine), 1776-1781[26] (détruit) : Transformations pour Maximilien Radix de Sainte-Foix, Surintendant des finances du comte d'Artois, acquéreur du château en 1776.
- Hôtel Bonnier de La Mosson (dit aussi de Lude), Paris (7e arrondissement), nos  56-60, rue Saint-Dominique (détruit) : Travaux dans un hôtel construit en 1710 par Robert de Cotte ; pour la duchesse douairière de Chaulnes née Anne-Josèphe Bonnier de La Mosson (1718-1787), fille d'un trésorier général des États de Languedoc, veuve de Michel Ferdinand d'Albert d'Ailly (1714-1769), 6e duc de Chaulnes.
- Hôtel de La Roche-sur-Yon (dit également de Conti), Paris (6e arrondissement), no 11, quai Malaquais (détruit) : Pour Louise Jeanne de Durfort-Duras (1735-1781), duchesse de Mazarin, qui fit l'acquisition de l'hôtel en 1767[27], Chalgrin seconda à partir de 1777 son confrère Bélanger pour aménager des appartements magnifiques décorés dans le goût néoclassique. C'est pour ces appartements que furent commandés la remarquable console en marbre bleu turquin conservée à la Frick Collection de New York, les bras de lumière exécutés par le bronzier Gouthière conservés au musée du Louvre[28], ainsi qu'une cheminée de marbre bleu turquin jadis au château de Ferrières.
- Hôtel de Clermont, Paris (7e arrondissement), no 69, rue de Varenne : Travaux pour le comte d'Orsay, acquéreur de l'hôtel en 1768. Les lambris dessinés par Chalgrin ont été remontés, avec le plafond peint par Hughes Taraval, à la Corcoran Gallery of Art de Washington[29].
- Château de Surville, près de Montereau-Fault-Yonne (Seine-et-Marne) (détruit)[30].
- Hôtel Cromot du Bourg, aménagement de l'hôtel (en décorant notamment le grand appartement du premier étage cour) et en créant l’aile sur la rue Cadet.
- Réaménagement de la fontaine Médicis, jardin du Luxembourg (Paris).

#### Travaux pour le comte de Provence

##### Paris
- Palais du Luxembourg, Paris (6e arrondissement), rue de Vaugirard : Pour le comte de Provence, qui reçut le Palais du Luxembourg en apanage en 1778, Chalgrin effectua d'importants aménagements intérieurs, créant notamment le beau vestibule central. « Anthony Blunt a pu croire que les colonnes de la rotonde de l'entrée sur la rue de Vaugirard étaient de Chalgrin, mais elles remontent à Salomon de Brosse (Rosalys Coppe). »[16]
- « Le nom de la rue Madame garde le souvenir des lotissements qui furent projetés à cette époque, où Mme de Balbi eut son hôtel. »[16]

##### Versailles

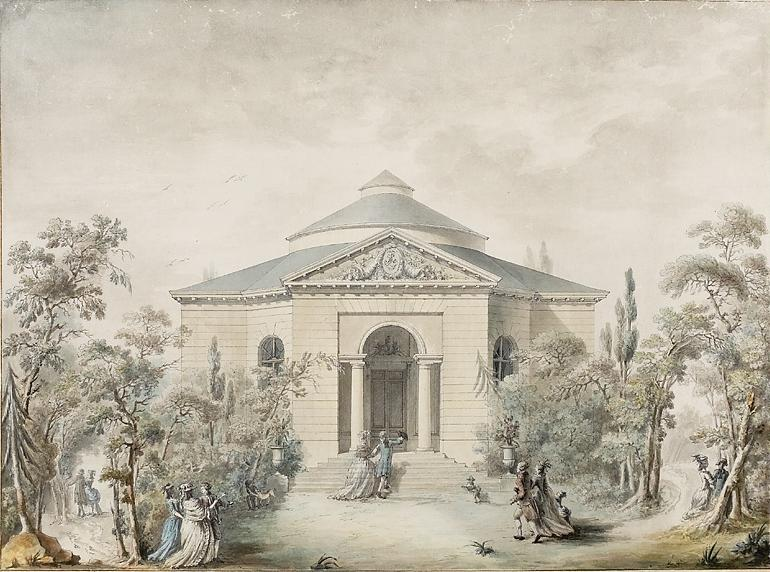
Pavillon de musique de la comtesse de Provence, Versailles. 1784.

- Hôtel des équipages de Madame du Barry, avenue de Paris, 1775 : Transformation et agrandissement du bâtiment construit par Claude Nicolas Ledoux (actuel hôtel de police de Versailles).
- Pavillon de musique de la comtesse de Provence, no 111, avenue de Paris, 1784 : Pour la comtesse de Provence, remarquable pavillon de musique construit dans le parc de son domaine du Grand Montreuil (V. Pavillon Madame). Ce pavillon a été gravé par Krafft.
- Parc Balbi : Le pavillon construit en 1785 par Chalgrin pour la comtesse de Balbi, favorité du comte de Provence, a été détruit en 1798. En revanche, le parc à l'anglaise avec ses fabriques a été conservé. « Ce jardin paysager reste l'un des plus évocateurs de la fin du XVIIIe siècle. »[16]
- Chalgrin « édifia à Versailles et à Compiègne de nombreux et beaux bâtiments destinés à la livrée, aux chevaux et aux voitures du [comte de Provence]. Ces édifices disparaissent les uns après les autres, sacrifiés à la promotion immobilière. »[16]

##### Brunoy, Étiolles (Forêt de Sénart)
- Hameau de la Faisanderie de Sénart, à Étiolles (Essonne), 1778 : Louis XVI accorda au comte de Provence en novembre 1774 la capitainerie des chasses en forêt de Sénart. Édifiée en 1778 par Chalgrin, la Faisanderie se compose alors d'un simple corps de logis avec un avant-corps central, percé d'une double porte. Elle est percée de 6 grandes baies, de part et d'autre de la porte centrale, surmontées elles-mêmes de 6 fenêtres. Les communs datent du XIXe siècle. Laissée à l’abandon, la Faisanderie fut rachetée en 1970 par l’Office national des forêts, qui, après travaux, en fit un lieu d’information à destination du grand public.
- Château et Petit château de Brunoy, sur la rive droite de l'Yerres à Brunoy (Essonne) (détruit) : le comte de Provence avait acquis ce château en 1774 de l'excentrique fils de Jean Pâris de Monmartel, Armand (1748-1781), marquis de Brunoy. Le comte de Provence choisit d'habiter le Petit Château, situé sur la rive gauche de l'Yerres, qu'il jugeait plus confortable que l'ancien château de Monmartel. Chalgrin, intendant des bâtiments du comte de Provence, fut chargé d'y réaliser des projets d'agrandissement et d'embellissement, dont une partie seulement vit le jour avec la construction du théâtre et du bâtiment des comédiens (détruits). L'entrée du Petit Château, de style néo-classique, sis rue du Petit-Château, a certainement été dessinée par Chalgrin (Source Société d'Art, d'Histoire d'Archéologie et de la Vallée de l'Yerres). Ce bâtiment, aujourd'hui divisé entre les propriétés du Muséum national d'histoire naturelle et l'école Bethrivska, est pour partie en cours de profonde transformation (juillet 2011).
- Pyramide de Brunoy, 1779 : Obélisque[31] construit sans doute sur les dessins de Chalgrin par Jacques-Germain Soufflot, il servait de signal pour indiquer la direction du château de Brunoy. Il coûta plus de 15 000 livres.  Classée MH (1934).

#### Bâtiments publics

##### Édifices religieux

Dessin du buffet de l'orgue de Saint Sulpice annexé au devis du 17 avril 1776.

- Église Saint-Sulpice, Paris (6e arrondissement), place Saint-Sulpice, 1777-1780 : En 1776, la succession de Servandoni fut partagée entre ses deux disciples De Wailly et Chalgrin. Le premier s'occupa de la chapelle de la Vierge et de la chaire tandis que le second composa les vantaux des portes du péristyle et le buffet des grandes orgues[32]. Entre les deux tours, Chalgrin fit abattre le fronton, frappé par la foudre en 1770 et construisit la tour nord, à deux niveaux, ornée des statues des Évangélistes. La Révolution l'empêcha de remanier la tour sud pour la rendre symétrique à la précédente. À la base des tours, Chalgrin aménagea les deux chapelles du Saint Viatique et des Baptêmes. « Dans la seconde, au nord, colonnes corinthiennes et statues des Vertus sculptées par Boizot font une ronde joyeuse autour de la cuve baptismale. Ce sanctuaire de proportions modestes, l'un des chefs-d'œuvre de l'architecture sacrée, a été traité avec un art qui en fait miraculeusement le lieu de l'allégresse et de la grâce. Le projet en est conservé à Londres dans la collection J. Harris »[16].
- Chapelle de la congrégation du Saint-Esprit, Paris, no 30, rue Lhomond, 1778 : La congrégation fit d'abord appel à Le Camus de Mézières avant de se tourner vers Chalgrin, sans doute sur les conseils de Soufflot. « L'intérieur ne garde presque rien du XVIIIe siècle, mais la façade de Chalgrin est bien conservée. Elle a été admirée en son temps, bien que l'étroitesse de la rue des Postes (rue Lhomond) oblige à lever la tête pour admirer le bas-relief, La Prédication et le baptême par des missionnaires, composé de vingt-six figures de cinq pieds, payé à Duret 6 000 livres »[33].

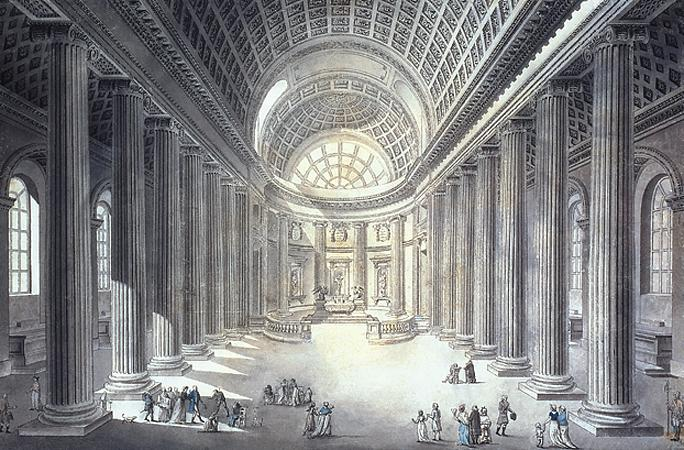
Intérieur de l'église Saint-Philippe-du-Roule.

- Église Saint-Philippe-du-Roule, Paris (8e arrondissement), no 154, rue du Faubourg-Saint-Honoré, 1774-1784 : L'une des œuvres les plus remarquables de Chalgrin. La colonnade qui entoure la nef et le chœur s'inspire des basiliques paléochrétiennes. L'architecte en avait donné les plans dès 1767.
- Cathédrale Saint-Jean à Besançon (Doubs) : Aménagement de la sacristie[4].

##### Bâtiments civils

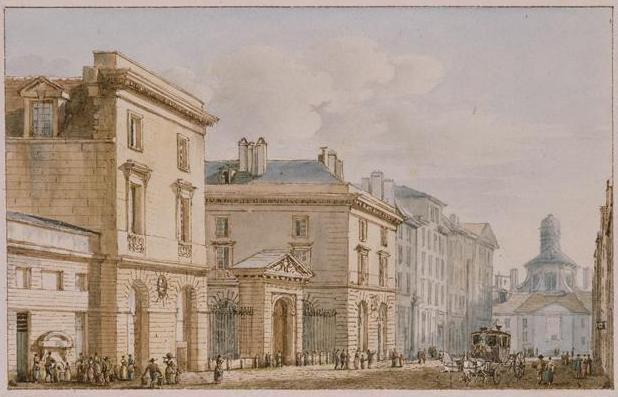
Victor-Jean Nicolle, Vue du Collège impérial de France, vers 1810.

- Collège royal de France, Paris (5e arrondissement), 1774-1780 : Cette réalisation « n'est pas l'œuvre la plus inspirée de Chalgrin, si l'on excepte la petite chapelle ionique, aujourd'hui salle de conférences. »[16]
- Palais du Luxembourg, Paris (6e arrondissement), rue de Vaugirard : 1799-1805 : Pour installer le Directoire, Chalgrin détruisit, dans l'aile droite, la galerie des Rubens qu'il remplaça par « un grand escalier assez froid mais qui reste l'un des spécimens du style Empire »[4]. Si la belle salle qu'il aménagea pour le Sénat conservateur n'est connue que par la gravure, le salon des messagers d'État remonte à la campagne de travaux dirigée par Chalgrin.
- Théâtre de l'Odéon, Paris (6e arrondissement), 1807 : À proximité du Palais du Luxembourg, Chalgrin fut chargé, avec l'architecte Baraguay, de reconstruire le Théâtre de l'Odéon après son incendie de 1799.
- Arc de triomphe de l'Étoile, 1806-1811.

### Attribution contestée
- Ancienne laiterie de Madame, à Versailles (Yvelines), no 2, rue Vauban : Selon Michel Gallet, « à Montreuil, Chalgrin aménagea un hameau où Madame prenait les mêmes divertissements que sa belle-sœur à Trianon. Il en subsiste la laiterie, où les colonnes sont en bois et les denticules en placage d'écorce. »[16] Selon Fabienne Cirio, « ce curieux temple en rondins est habituellement identifié avec une laiterie dépendant du domaine voisin de la comtesse de Provence. Il semble que le terrain sur lequel il est construit n'ait jamais appartenu à la comtesse. Cette fabrique qui illustre les origines de l'architecture selon Vitruve a probablement été construite au début du XIXe siècle pour un nommé Froment Champ-Lagard »[34].

## Galerie

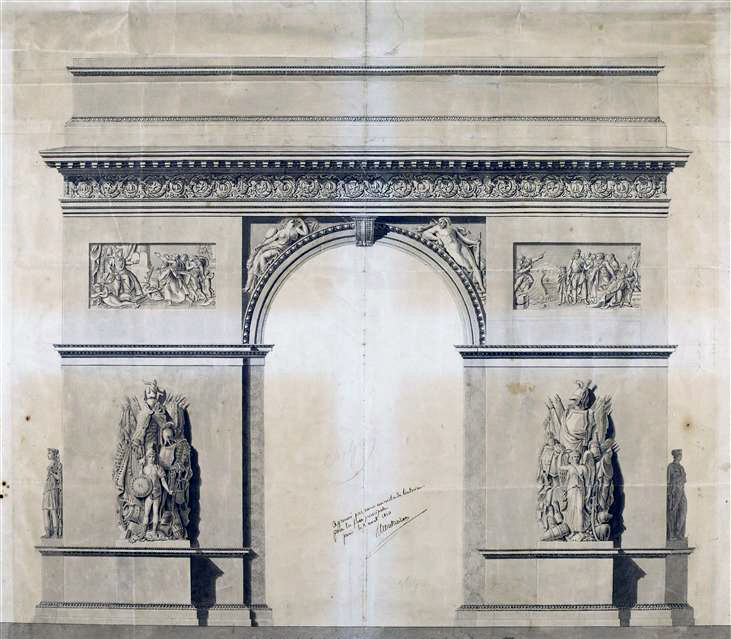
Projet de Chalgrin pour
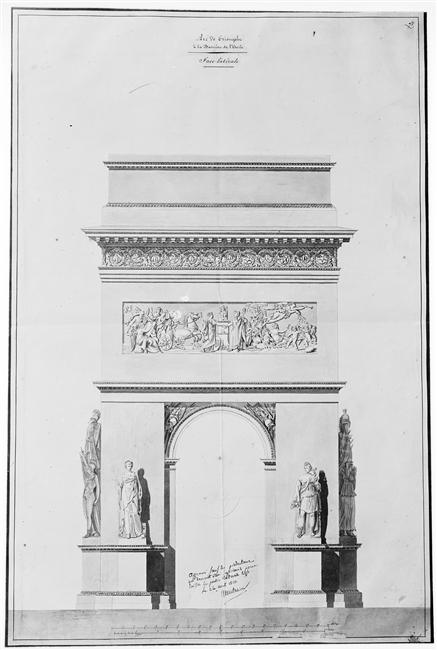
l'arc de triomphe de l'Étoile
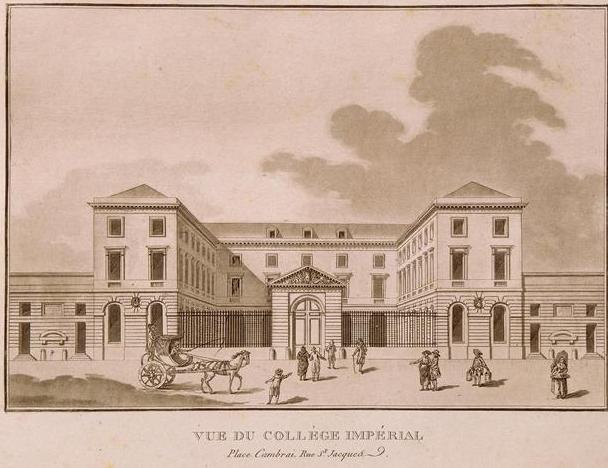
Vue du Collège impérial de France, 1810

## Hommages publics
- La rue Chalgrin à Paris se trouve dans le 16e arrondissement, près de l'Arc de triomphe. Elle a reçu sa dénomination actuelle le 2 octobre 1865.

## Sources d'archives
- Archives Nationales. Minutes de François Brichard (étude XXIII). 7 août 1776. "Compte entre M. de Giac & M. Chalgrin, architecte".
- Archives nationales. Minutes de François Brichard (étude XXIII). 31 décembre 1776. Quittance. "Jean François Therese Chalgrain. A Martial de Giac, ensuitte de la transaction du 7 août 1776."

### Sources
- Michel Gallet, Les Architectes parisiens du XVIIIe siècle : Dictionnaire biographique et critique, Paris, Éditions Mengès, 1995, 494 p. (ISBN 2-85620-370-1), p. 110-116
- Antoine Quatremère de Quincy, Notice historique sur la vie et les ouvrages de M. Chalgrin, architecte : lue à la séance publique du samedi 5 oct. 1816, Paris, F. Didot, 1816, 16 p. (lire en ligne) : notice qui dérive de celle de Viel (V. ci-dessous).
- Marie-Nicolas Bouillet  et Alexis Chassang (dir.), « Jean-François Chalgrin » dans Dictionnaire universel d’histoire et de géographie, 1878 (lire sur Wikisource)
- Cyrille Sciama, « Le comte de Provence et l'architecture : une sensibilité au néoclassicisme (1771-1791) », Livraisons d'histoire de l'architecture, no 7,‎ 2004, p. 115-126 (ISSN 1960-5994, lire en ligne)